# Tuczno (Strzelce Krajeńskie)
Tuczno (deutsch Schönrade) ist ein Dorf in  der Stadt- und Landgemeinde  Strzelce Krajeńskie im Powiat Strzelecko-Drezdenecki (Friedeberg-Driesener Kreis) der polnischen Woiwodschaft Lebus.

## Geographische Lage
Tuczno (Schönrade) liegt in der Neumark, etwa 23 Kilometer südsüdöstlich der Stadt Arnswalde (Choszczno), zwölf Kilometer nördlich der Stadt Friedeberg (Neumark) (Strzelce Krajeńskie) und 17 Kilometer westlich der Stadt Woldenberg (Dobiegniew).

## Geschichte

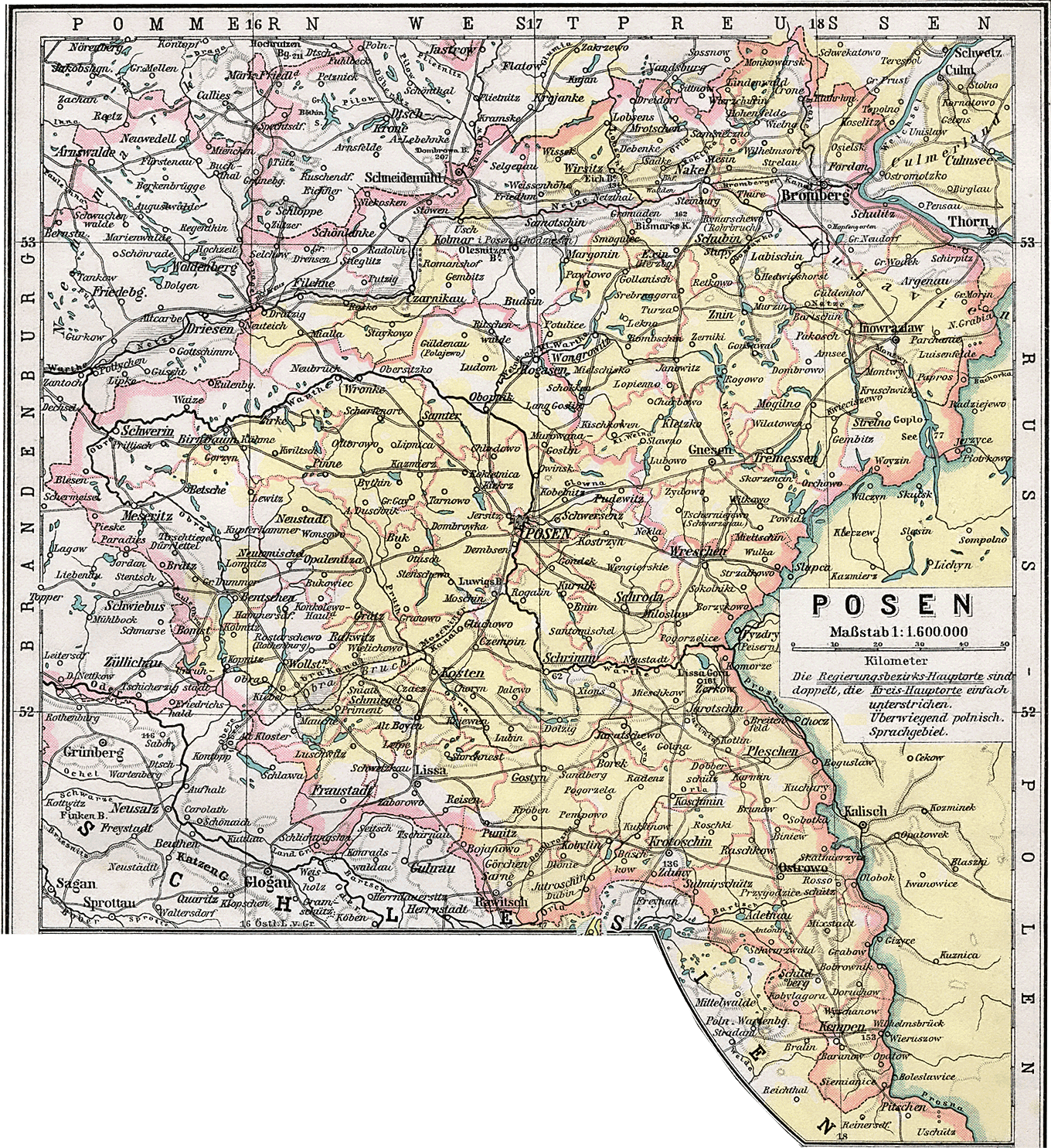
Schönrade nordwestlich der Stadt Posen, südöstlich der Stadt Arnswalde und nördlich der Stadt Friedeberg (Neumark) auf einer Landkarte der Provinz Posen von 1905 (gelb markierte Flächen kennzeichnen Gebiete mit seinerzeit mehrheitlich polnischsprachiger Bevölkerung).

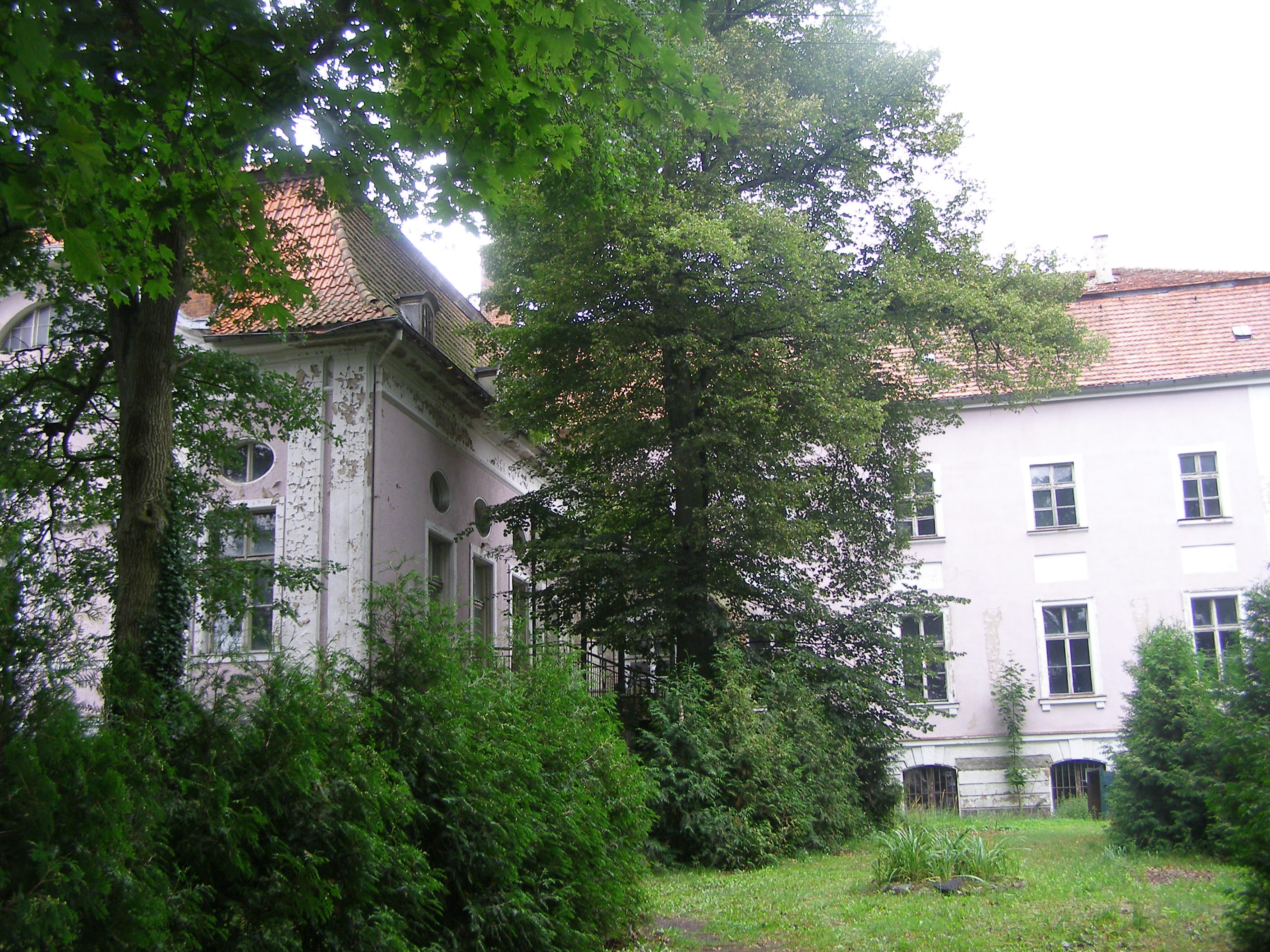
Schloss Schönrade (Aufnahme 2011)

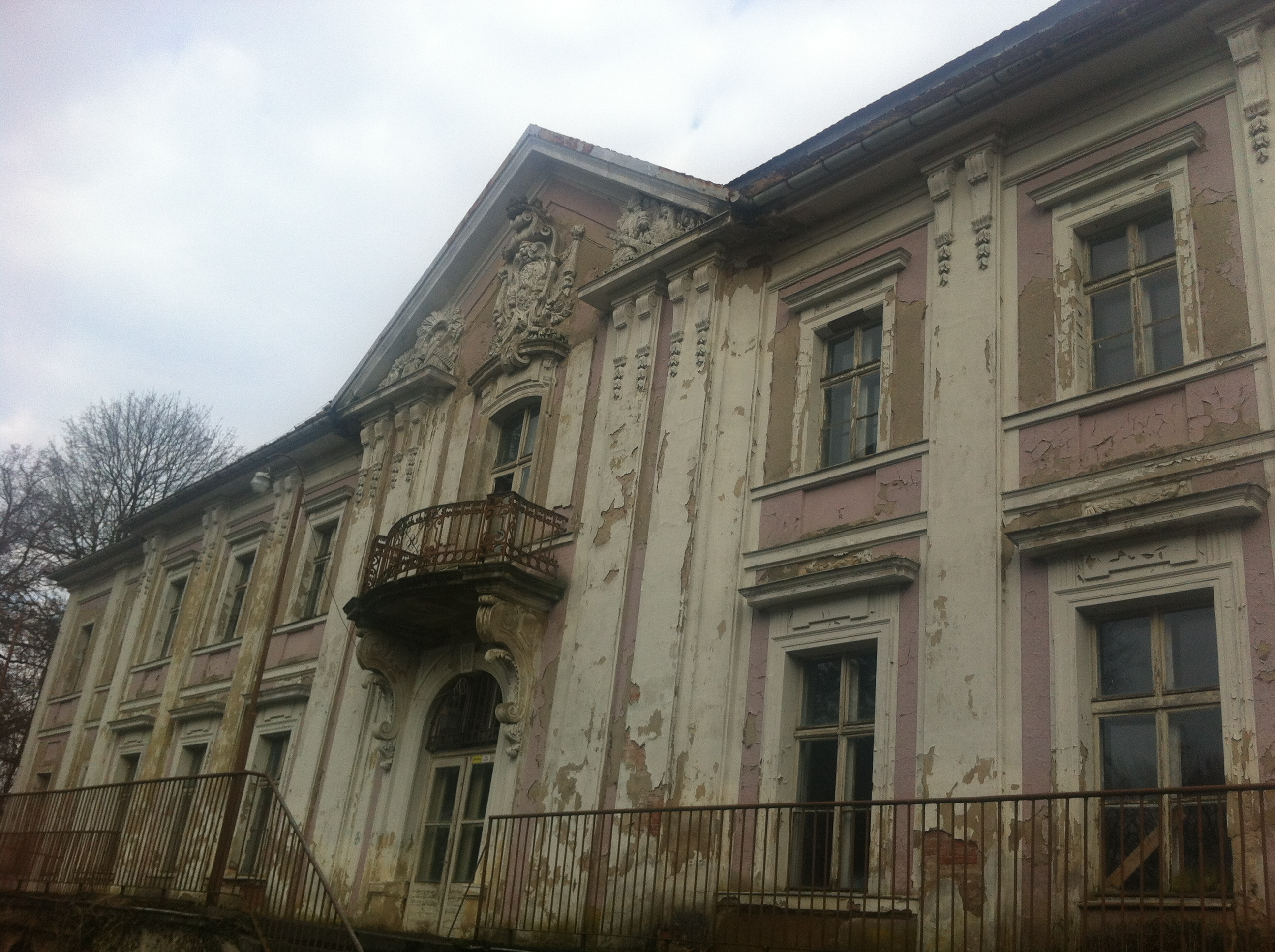
Schloss Schönrade, 2013

1304 wird der Ort urkundlich unter dem Namen Sconenrade erwähnt. Das Kloster Bernstein  und die Kalandsbruderschaft zu Friedeberg verfügten im Jahr 1361 über landwirtschaftliche Nutzungsrechte im Ort.
Schönrade war später ein Rittergut. Im 16. und 17. Jahrhundert hatte die Familie Schöning Besitz in Schönrade,  die dort auch noch im 19. Jahrhundert saß.  Am Anfang des 19. Jahrhunderts gab es in Schönrade sechs Vollbauern, zwei Kossäten einen Stellmacher, einen Schmied und eine Försterei mit über 1.100 Morgen  Wald. Im Jahr 1837 erwarb der königlich-hannoveranische Staatsbeamte und Politiker Georg Ludwig von Wedemeyer zum Kaufpreis von 148.500 Talern das Rittergut, das er auch noch 1850 besaß. Die Familie von Wedemeyer stellte fortan den Gutsherrn. Das Gut in Schönrade hatte einen Umfang von 1243 ha. Letzter Grundbesitzer der Major d. R. Franz-Just von Wedemeyer, verheiratet mit Erica von Schuckmann, das Ehepaar hatte fünf Kinder.
Bis 1945 gehörte das Dorf zum Landkreis Friedeberg Nm., von 1816 bis 1938 im Regierungsbezirk Frankfurt der preußischen Provinz Brandenburg, von Oktober 1938 bis 1945 im Regierungsbezirk Grenzmark Posen-Westpreußen der Provinz Pommern.
Gegen Ende des Zweiten Weltkriegs wurde die Region im Frühjahr 1945 von der Roten Armee besetzt. Bald darauf das Gebiet unter polnische Verwaltung gestellt. In der Folgezeit wurde die Bevölkerung des Dorfs vertrieben. Schönrade wurde in Tuczno umbenannt.

## Einwohnerzahlen
- 1804: 186[5]
- 1840:  297[8]
- 1858:  402, darunter fünf Juden[1]
- 1871:  18[9]
- 1925:  508, darunter 59 Katholiken, keine Juden
- 1933:  387[10]
- 1939:  385[10]

## Persönlichkeiten
Im Ort geboren
- Friedrich Wilhelm von Schöning (1660–1730), preußischer Landrat des Kreises Landsberg
- Hans von Wedemeyer (1888–1942), Großgrundbesitzer und Offizier, fiel vor Stalingrad

Mit dem Ort verbunden
- Georg Ludwig von Wedemeyer (1781–1867), Mitglied der Frankfurter Nationalversammlung, erwarb 1837 das Rittergut Schönrade, verfasste hier im Ruhestand einige Abhandlungen  und starb hier
- Ludwig von Wedemeyer (1819–1875), Jurist, Politiker, starb hier als Gutsbesitzer